# Дженніфер Стаут
Дженніфер Стаут  (англ. Jennifer Stoute, 16 квітня 1965) — британська легкоатлетка, олімпійська медалістка.

## Виступи на Олімпіадах
| Олімпіада      | Дисципліна              | Місце     |
| -------------- | ----------------------- | --------- |
| Сеул 1988      | естафета 4 x 400 метрів | 6         |
| Барселона 1992 | біг на 200 метрів       | 6 h2 r3/4 |
| Барселона 1992 | естафета 4 x 400 метрів | 3         |

## Зовнішні посилання
- Досьє на sport.references.com [Архівовано 14 жовтня 2012 у Wayback Machine.]

1. ↑  https://athleticsweekly.com/young-athlete-news/renee-regis-1039970269/